# Морфей (зенитный ракетный комплекс)
42С6 «Морфе́й» — российский комплекс противовоздушной обороны ближнего действия.
Разработка начата в 2007, а ввод в строй предполагался в 2015 году. Однако данные сроки были сорваны и по состоянию на август 2016 года работы по созданию комплекса оцениваются как находящиеся «на самых ранних стадиях» с неясными перспективами.
Предназначен для совместной работы с комплексом средней дальности «Витязь», с которым «Морфей» во многом унифицирован, и комплексом большой дальности С-400. Задача 42С6 — уничтожение целей на последнем рубеже обороны в составе эшелонированной «многоэтажной» обороны войск ВКО.
Создан на основе РЛС 29Я6 типа АФАР во всех направлениях одновременно действующего и инфракрасного радара.
Боекомплект 36 ракет, высота для перехвата до 3500 м, дальность 5-10 км.